# Plantago cyrenaica
Plantago cyrenaica är en grobladsväxtart som beskrevs av Ernest Armand Durand och Barratte. Plantago cyrenaica ingår i släktet kämpar, och familjen grobladsväxter. Inga underarter finns listade i Catalogue of Life.